# Sklaven fremden Willens
Sklaven fremden Willens ist ein deutsches Stummfilmdrama aus dem Jahre 1920 von Richard Eichberg mit seiner späteren Ehefrau Lee Parry in der Hauptrolle.

## Handlung
Professor Mors hat sich einen Namen als Hypnotiseur gemacht. Er zeigt großes Interesse an der blutjungen Claire Raven, einer Tochter aus gutem Hause. Ihre Mutter, eine Kommerzienrätin, verweigert Mors jedoch die Hand ihrer Tochter mit dem Hinweis auf den als unseriös und anrüchig empfundenen Lebenswandel von Mors’ Mutter, Frau Steffens. Mors, der sich von der Kommerzienrätin zutiefst gedemütigt fühlt, beschließt sich grausam an diesem „Unrecht“ zu rächen. Er setzt Claire unter Hypnose und hetzt einen Mann, eine weitere von ihm hypnotisierte Person, auf das unschuldige Mädchen, um dieses zu schänden. Anschließend erschießt sich Prof. Mors.
Einige Zeit ist ins Land gegangen, und Claire Raven, die „Sklavin fremden Willens“, hat ein Kind zur Welt gebracht. Sie kann sich nicht an die Vergewaltigung erinnern und heiratet ihre Jugendliebe. Dann aber gerät sie in den Besitz des Abschiedsbriefes von Mors, in dem das Verbrechen an ihr und seine Beweggründe erklärt werden. Claire ist zutiefst schockiert und eilt sofort zu demjenigen Mann, der ihr im Auftrag von Mors dieses Leid unter Hypnose angetan hatte. Doch sie findet ihn nur noch tot vor. Schließlich ereilt auch Claire ein schreckliches Schicksal, als sie bei einem Brand ums Leben kommt.

## Produktionsnotizen
Sklaven fremden Willens entstand unter dem Titel Hypnose in der zweiten Jahreshälfte 1919 und passierte im Dezember desselben Jahres die Filmzensur. Die Uraufführung fand am 3. Januar 1920 in der Berliner Schauburg statt. Der Film maß, je nach Fassung, 1945 bzw. 1978 Meter Länge, verteilt auf sechs Akte. Am 18. Januar 1924 lief der Film auch in Wien an.
Für den ungarischen Exilanten Bela Lugosi war Sklaven fremden Willens der erste Film, den er in Deutschland gedreht hatte. Hier verwendete er auch erstmals den Künstlernamen „Bela Lugosi“, unter dem er heute bekannt ist, abgeleitet vom Namen seines Geburtsortes Lugos. Willi A. Herrmann entwarf die Filmbauten.

## Kritik
Paimann’s Filmlisten resümierte: „Das Sujet ist im allgemeinen nicht uninteressant, weist aber Längen auf. Die Darstellung ist nicht durchgehends einwandfrei, die Aufmachung sparsam.“